# Potanthus
Potanthus is een geslacht van vlinders van de familie dikkopjes (Hesperiidae), uit de onderfamilie Hesperiinae.

## Soorten
- P. amor (Evans, 1932)
- P. confucius (Felder & Felder, 1862)
- P. chloe Eliot, 1960
- P. dara (Kollar, 1842)
- P. fettingi (Möschler, 1878)
- P. flava (Murray, 1875)
- P. ganda (Fruhstorfer, 1911)
- P. ilion (De Nicéville, 1897)
- P. juno (Evans, 1932)
- P. lydia (Evans, 1934)
- P. mara (Evans, 1932)
- P. mingo (Edwards, 1866)
- P. nesta (Evans, 1934)
- P. omaha (Edwards, 1863)
- P. palnia (Evans, 1914)
- P. pallida (Evans, 1932)
- P. pamela (Evans, 1934)
- P. pava (Fruhstorfer, 1911)
- P. pseudomaesa (Moore, 1881)
- P. purpura (Evans, 1932)
- P. rectifasciata (Elwes & Edwards, 1897)
- P. serina (Plötz, 1883)
- P. sita (Evans, 1932)
- P. taxilus (Mabille, 1878)
- P. trachala (Mabille, 1878)
- P. tropica (Plötz, 1883)
- P. upadhana (Fruhstorfer, 1911)